# Brütten
Pour l’article ayant un titre homophone, voir Bruten.
Brütten est une commune suisse du canton de Zurich.